# Эзико фон Балленштедт
Эзико фон Балленштедт (нем. Esico von Ballenstedt; умер около 1059/1060) — граф в Швабенгау и Гау Серимунт. Считается родоначальником Асканиев.

## Биография
Вероятно, отцом Эзико был граф Адальберт I фон Балленштедт, матерью — Хидда, дочь маркграфа Одо Лужицкого (965—993). Его сестрой, вероятно, была Ута Балленштедтская.
Первое письменное упоминание об Эзико датировано 1030 годом. От матери он унаследовал аллоды в Северо-Восточной Германии. Предполагается, что его родовые владения находились в районе Кётена. Нет достоверных источников того, что Эзико был графом Балленштедта.
В документе от 27 июня 1043 года король Генрих III называет его своим родственником: «comes Hesicho nostre consanguinitati». Каков характер этого родства, не выяснено.
Путём выгодной женитьбы (не ранее 1026 года) на Матильде Швабской (сестре королевы Гизелы, вдове герцога Каринтии Конрада и герцога Верхней Лотарингии Фридриха II) Эзико значительно увеличил свои владения. Он также получил в лен графство с землями в Швабенгау, Харцгау, Нордтюринггау, Зеримунтгау и фогство монастыря Хагенроде. Эта территория приблизительно соответствует будущему графству Ангальт.
Основатель аббатства Балленштедт.
Последнее упоминание об Эзико датировано 1059 годом. Вероятно, вскоре после этого он умер. Его преемником стал сын — Адальберт II.

## Брак и дети
Жена: Матильда Швабская (ок. 988 — 20 июля 1031 или 1032), дочь герцога Швабии Германа II. Дети:
- Адальберт II (ок. 1030 — ок. 1076/1080), граф Балленштедта
- Адельгейда; муж: Тимо Старший фон Шраплау.